# Westland New Post
Westland New Post (WNP) va ser una organització d'extrema dreta belga de curta durada fundada el març de 1981 per Paul Latinus i membres del Front de la Jeunesse (FJ). L'organització va deixar d'existir després que el Front de la Jeunesse es dissolgués l'any 1983 i Paul Latinus fos trobat mort a casa de la seva xicota l'abril de 1984.

## Assassinats pastorals
Marcel Barbier, membre del WNP, va ser condemnat el maig de 1987 per un doble assassinat horripilant a una sinagoga de la rue de la Pastorale d'Anderlecht el 18 de febrer de 1982. Una de les víctimes, Alphonse Vandermeulen, s'havia casat amb l'actual xicota de Barbier, Marcelle Gobert. La policia va interrogar Barbier i la seva xicota, i va escorcollar els dos domicilis, però no es va fer cap detenció. La investigació policial sobre els assassinats no va donar cap fruit fins al 16 d'agost de 1983, quan es va produir un incident violent a la casa de Barbier a Saint-Gilles. Barbier va ser detingut, i quan la policia va escorcollar el seu domicili va trobar material confidencial de l'OTAN, diverses armes i material neonazi. També va resultar que Barbier era un antic membre del Front de la Jeunesse, i actualment era membre d'una organització neonazi anomenada Chevalerie teutonique. Barbier va ser condemnat i empresonat per aquest incident violent, però la investigació dels assassinats de Pastorale va continuar.
Durant l'interrogatori de Barbier, la policia es va assabentar de Westland New Post, tot i que posteriorment es va revelar que aquesta organització ja era coneguda pel Servei de Seguretat de l'Estat belga, amb un agent (encara que per iniciativa pròpia) ja s'infiltrava a l'organització a finals de 1981, però el servei d'intel·ligència no va comunicar el que sabia als serveis policials o judicials. Aleshores, la policia va investigar els membres del WNP per esbrinar si es tractava d'una milícia privada. Paul Latinus va dir a la policia que Barbier i un altre membre del WNP estaven darrere dels assassinats. Latinus havia ajudat a Barbier a desfer-se de l'arma homicida i altres proves rellevants. Barbier va ser l'única persona condemnada per aquest assassinat, tot i que altres membres del WNP eren sospitosos. El 1989, Christian Elnikoff, membre del WNP, va afirmar que havia comès el crim per ordre de Latinus i que Marcel havia fet una confessió falsa, també sota les ordres de Latinus.

## Documents de l'OTAN
Durant la investigació de l'incident a casa de Barbier, la policia va trobar documents confidencials de l'OTAN. Barbier va dir a la policia que no eren seus, sinó que pertanyien a un altre membre del WNP, Michel Libert. Michel Libert va treballar com a voluntari militar al Centre de Transmissió de l'OTAN a Evere. Latinus, líder del WNP, va ser interrogat diverses vegades per la policia i va confessar haver robat documents confidencials de l'OTAN. La seguretat al Centre no era alta, i Libert va lliurar els documents a Latinus, qui més tard va publicar part del material a les dues edicions de la revista WNP Althing, que es va lliurar, entre d'altres, a personal militar. Latinus va dir a la policia que això era en nom dels seus 'superiors nord-americans', per despertar al comandament militar de l'OTAN que s'estaven produint filtracions, i només es publicava material sobre la Unió Soviètica a l'Althing. Més tard va resultar que més membres del WNP treballaven al Centre de Transmissió de l'OTAN i lliurarien material, via Libert, a Latinus.

## Assassins de Brabant
L'octubre de 2014, la policia belga va detenir Michel Libert, l'antic núm. 2 de l'organització. Va ser interrogat com a sospitós en el cas dels assassins de Brabant i la seva casa va ser escorcollada. La televisió pública belga RTBF va al·legar que Westland New Post havia realitzat accions de reconeixement a les botigues que després serien atacades pels assassins de Brabant. M. Libert havia estat entrevistat anteriorment diverses vegades com a testimoni. Va sortir de la cort com un home lliure. L'escorcoll de casa seva no va revelar res que indiqui una possible connexió amb els Brabant Killers.

## WNP i el Servei de Seguretat de l'Estat belga
Westland New Post va ser infiltrat per un agent del Servei de Seguretat de l'Estat belga, Christian Smets. Smets ja coneixia Paul Latinus, que va treballar anteriorment com a informador de l'extrema esquerra per a la Seguretat de l'Estat. També va ser agent d'algun servei d'intel·ligència nord-americà. El mateix Latinus va intentar convertir-se en agent de la Seguretat de l'Estat, aprovant amb èxit el primer examen, però va volar a Xile el gener de 1981 quan la revista Pour va publicar un article en el qual es descrivia com un membre "d'extrema dreta" infiltrant-se en organitzacions de "l'extrema esquerra". Latinus va tornar a Bèlgica una mica més tard i va fundar WNP amb Marcel Barbier i Michel Libert.
A l'estructura organitzativa de WNP, Christian Smets era responsable dels detalls operatius i va ensenyar als membres sobre la vigilància i la recollida d'intel·ligència. Un exercici de Smets suposadament va tenir lloc just abans dels assassinats de la Pastorale, on els membres del WNP tenien l'encàrrec de seguir el que després va resultar ser una de les víctimes de l'assassinat. El mateix Smets en un testimoni parlamentari posterior va negar aquesta proposta dels antics membres del WNP, però va admetre que feia exercicis d'intel·ligència.
Els últims contactes entre Smets i WNP es van produir el juny de 1982, quan Smets va ser traslladat al sector de Brussel·les dels Serveis Secrets, passant a ser responsable de la protecció VIP. Latinus en aquest moment deixaria de ser un informador de la Seguretat de l'Estat, però Michel Libert continuaria la seva relació. Segons Libert, Smets va escriure un article a la revista anticomunista Nouvel Europe el març de 1983, sobre el tema "La seguretat de l'Estat prepara un cop d'estat d'extrema dreta?" Poc després de l'incident de Barbier, les relacions de Libert amb la Seguretat de l'Estat es van trencar i el grup responsable de la Seguretat de l'Estat es va quedar fora del cas WNP.

## Suïcidi Latinus
La policia belga va trobar el cadàver de Paul Latinus al vespre del 24 d'abril de 1984, a la casa de la seva xicota a Court-Saint-Étienne, després de la seva notificació. La policia el va trobar estirat a terra d'un soterrani, amb marques d'estrangulament al coll, però sense cap altre signe de violència o desordre. Van trobar un cable telefònic tallat. La xicota va explicar a la policia que el va trobar quan tornava a casa d'un bar, i que va tallar la línia entre el cap de Latinus i el sostre.
El cos seria retirat per ser enterrat, però l'endemà un jutge va ordenar un escorcoll domiciliari. La xicota va ser novament interrogada, i va dir a la policia que Latinus tenia un arxiu Pinon, que tenia informació sobre certs 'partouzes' de funcionaris d'alt nivell, en què hi intervenen menors d'edat. Va dir que havia cremat l'arxiu, després d'haver-lo ensenyat a un conegut. Aquell mateix dia es va fer l'autòpsia al cos de Latinus. Més tard es va trobar que el conegut que podria tenir més informació sobre el cas s'havia traslladat a Espanya, abans del suïcidi de Latinus, però no va ser interrogat més.
Durant la investigació sobre la mort de Latinus, a diversos membres del WNP els costaria creure que Latinus es va suïcidar, perquè mai va donar un senyal en aquesta direcció i no tenia cap motiu per cometre un acte així. Van trobar més plausible que en realitat fos un assassinat camuflat, perquè tenia molta informació comprometedora sobre altres persones. Les proves forenses es van dur a terme al soterrani l'hivern de 1985, per comprovar amb el pes de Latinus, per veure si el cable no s'havia de trencar. Tanmateix, res concloent va sortir d'això, i una anàlisi d'un cert mètode d'estrangulació ràpida tampoc es va mostrar que estigués d'acord amb les marques del coll de Latinus. L'equip investigador no va trobar cap motiu per continuar la investigació i, per tant, el cas Latinus es va tancar a la tardor de 1986. Les restes de Latinus van ser exhumades l'any 1998, quan l'equip d'investigació dels Brabant Killers, la cèl·lula-Jumet, va intentar esbrinar si l'ADN de Latinus es podia relacionar amb la massacre de Brabant, però no es van trobar resultats positius.